# Camelot
Camelot là một địa danh huyền huyễn, nơi được cho là lâu đài có chức năng như triều đình của vua Arthur và các kỵ sĩ Bàn Tròn, xuất hiện sớm nhất vào thế kỷ XII trong các văn bản Công giáo. Những câu chuyện về Camelot cho thấy nó nằm trên Đảo Anh và đôi khi được gắn liền với những thành phố có thật, tuy nhiên vị trí chính xác của nó thường không được tiết lộ. Nhiều học giả cho rằng Camelot hoàn toàn là hư cấu và địa hình của nó là chủ đề lý tưởng cho các tác giả chuyên về văn học kỵ sĩ. Tuy nhiên, những tranh cãi về vị trí của “Camelot thật” dấy lên từ thế kỷ 15 vẫn còn kéo dài đến ngày nay trong các tác phẩm nổi tiếng.
Ngày nay, trên địa bàn quần đảo Anh, Đan Mạch và Na Uy có nhiều địa phương tự xưng là di tích Camelot để hấp dẫn du khách.

## Từ nguyên
Không có bằng chứng chắc chắn về nguồn gốc tên gọi của Camelot. Có nhiều dị bản về cách phát âm Camelot, nhưng hầu hết học giới đều nhận định mối liên hệ với tiếng Cymru trung đại: Camaalot, Camalot, Chamalot, Camehelot (đôi khi còn đọc là Camchilot), Camaaloth, Caamalot, Camahaloth, Camaelot, Kamaalot, Kamaaloth, Kaamalot, Kamahaloth, Kameloth, Kamaelot, Kamelot, Kaamelot, Cameloth, Camelot và Gamalaot. Ernst Brugger –  một học giả nghiên cứu về Arthur – cho rằng cái tên Camelot bắt nguồn từ cách viết sai lệch của trận Camlann, trận đánh cuối cùng của Arthur theo truyền thuyết người Wales. Roger Sherman Loomis lại cho rằng nó bắt nguồn từ Cavalon, một địa danh mà theo ông là cách viết sai của Avalon. Ông cũng cho rằng Cavalon/Camelot trở thành kinh đô của Arthur do sự nhầm lẫn với một triều đình khác của Arthur tại Carlion (tiếng Wales là Caer Lleon).
Người khác lại cho rằng Camelot bắt nguồn từ một địa danh từ thời đại đồ sắt Anh và Anh thuộc La Mã là Camulodunum, một trong những thủ phủ đầu tiên của Anh thuộc La Mã và có ý nghĩa quan trọng trong văn hóa vùng này. John Morris – nhà sử học người Anh chuyên nghiên cứu về thể chế của Đế quốc La Mã và lịch sử Hậu Anh thuộc La Mã – viết trong cuốn sách The Age of Arthur (Thời đại của Arthur) rằng khi con cháu của những người Anh bị La Mã hóa hồi tưởng về thời kỳ hòa bình và thịnh vượng dưới sự cai trị của La Mã, cái tên “Camelot” trong các truyền thuyết về Arthur có thể nhằm ám chỉ thủ phủ của Britannia (Camulodunum, nay là Colchester). Tuy nhiên, thông tin về việc Chrétien de Troyes bắt gặp cái tên Camulodunum ở đâu, hay lí do ông biên dịch nó thành Camaalot là gì là không rõ ràng, dù năm 1929 Urban T. Holmes đã chỉ ra Chrétien được phép sử dụng Quyển 2 sách Lịch sử tự nhiên của Pliny, mà trong đó cái tên trên lại được dịch thành “Camaloduno”. Vì Chrétien có khuynh hướng tạo ra các câu chuyện và nhân vật mới – một ví dụ là ông người đầu tiên nhắc đến chuyện tình ái giữa Lancelot và Hoàng hậu Guinevere – nên cái tên này cũng có thể do ông sáng tạo ra.

## Hình tượng ban đầu
Triều đình của Arthur tại Camelot được nhắc đến lần đầu tiên trong bài thơ Lancelot, the Knight of the Cart (Lancelot, chàng kỵ sĩ trên xe ngựa) vào những năm 1170, tuy không xuất hiện trong mọi bản thảo. Các bản thảo khác có nhiều cách viết khác nhau như Chamalot (MS A, f. f. 196r), Camehelot (MS E, f. 1r), Chamaalot (MS G, f. 34f) và Camalot [MS T, f. 41v]; cái tên này bị thiếu trong bản thảo MS V (Vatican, Biblioteca Vaticana, Regina 1725). Trong câu chuyện, triều đình chỉ được nhắc đến mà không đi vào miêu tả chi tiết:
A un jor d'une Acenssion / Fu venuz de vers Carlion / Li rois Artus et tenu ot / Cort molt riche a Camaalot, / Si riche com au jor estut.
Vua Arthur, vào một Lễ Thăng Thiên, rời Caerleon và tổ chức thiết triều tráng lệ tại Camelot, với tất cả những huy hoàng dành riêng cho ngày này.

Bài thơ của Chrétien không hề đề cập đến mức độ quan trọng mà Camelot thể hiện trong những văn phẩm kỵ sĩ sau này. Theo Chrétien, triều đình chính của Arthur được đặt ở Caerleon, Wales; đây cũng là nơi ở chính của nhà vua trong Historia Regum Britanniae và các trứ tác sau này của Geoffrey xứ Monmouth. Arthur dưới ngòi bút Chrétien là hình tượng một vị quân vương trung cổ kinh điển, thường thiết triều tại nhiều thành phố và lâu đài.
Phải đến những văn phẩm kỵ sĩ của Pháp thế kỷ 13 – bao gồm Lancelot-Grail (Lancelot-Chén Thánh) và Post-Vulgate Cycle (Tập thơ Hậu Vulgate) – thì Camelot mới bắt đầu thay thế Caerleon, dù thế, nhiều chi tiết về Camelot vẫn bắt nguồn từ những miêu tả ban đầu của Geoffrey về thành phố xứ Wales này. Hầu hết trước tác bằng tiếng Anh hoặc tiếng Wales về Arthur ở thời đại này không đi theo xu hướng trên – Camelot được nhắc đến không nhiều và thường viết dưới dạng bản dịch từ tiếng Pháp. Trường hợp ngoại lệ duy nhất là Sir Gawain and the Green Knight (Ngài Gawain và Lục Kỵ sĩ), tác phẩm đã xác định triều đình Arthur nằm ở “Camelot”; tuy nhiên, nhìn chung tại Anh triều đình của Arthur vẫn nằm tại Caerleon hay Carlisle, địa danh tương đồng với “Carduel” trong các bản tiếng Pháp.
Đến cuối thế kỷ 15, Thomas Malory mới tạo ra hình tượng Camelot gần gũi nhất với những người Anh bản ngữ trong Le Morte d’Arthur, một trứ tác chủ yếu dựa trên các văn phẩm kỵ sĩ tiếng Pháp. Ông quả quyết Camelot chính là Winchester của nước Anh và nhận định này đã trở nên phổ biến suốt nhiều thế kỷ, mặc dù chính biên tập viên của Malory – William Caxton – đã bác bỏ điều này vì tán thành vị trí ở Wales hơn.

## Miêu tả trong cácvăn phẩm kỵ sĩ

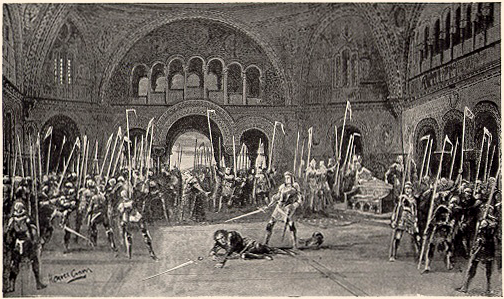
Đại Sảnh Camelot, họa sĩ Hawes Craven (1895)

Tập thơ Lancelot-Chén Thánh và những tác phẩm chịu ảnh hưởng bởi nó mô tả Camelot là một thành phố nằm cạnh sông, thuộc hạ lưu Astolat, được bao phủ bởi đồng bằng và rừng rậm. Thánh đường nguy nga của nơi này – nhà thờ St. Stephen – chính là trung tâm tôn giáo của các kỵ sĩ Bàn Tròn. Đây cũng là nơi Arthur và Guinevere tổ chức lễ thành hôn, đồng thời chứa lăng mộ nhiều vua chúa cùng kỵ sĩ. Trong lâu đài tráng lệ là chiếc Bàn Tròn – tại đây, Galahad chinh phục chiếc ghế trống Siege Perilous, là nơi các kỵ sĩ thấy khải tượng của Chén Thánh và tuyên thệ sẽ tìm ra nó. Các trận cưỡi ngựa đấu thương được tổ chức ở đồng cỏ ngoài thành phố.
Trong Palamedes và các văn phẩm khác, tòa lâu đài bị Vua Mark của Cornwall phá hủy sau khi Arthur thất trận Camlann. Dù gây ra nhiều khó khăn cho các học giả sau này khi truy tìm vị trí, địa hình thiếu chuẩn xác của Camelot lại có lợi với các văn phẩm kỵ sĩ khi trở thành một biểu tượng quyền lực của triều đình Arthur thay vì chỉ đơn thuần là một địa danh văn học. Kamaalot trong tác phẩm Perlesvaus cũng là nhà của mẹ ruột Perceval.
Camelot trong văn học kỵ sĩ được xây dựng dựa trên các miêu tả sơ khai về sự lộng lẫy của triều đình Arthur. Từ những miêu tả đồ sộ của Geoffrey về Caerleon, Camelot mới phô bày kiến trúc ấn tượng, các nhà thờ và các quy tắc hiệp sĩ của cư dân nơi đây. Miêu tả của ông lại dựa trên một truyền thống truyền miệng đã có từ lâu của người Wales về sự hùng vĩ của triều đình Arthur. Ra đời khoảng thế kỷ 11, câu chuyện Culhwch và Olwen trong hợp tuyển Mabinogion khắc họa Đại Sảnh Arthur đầy ấn tượng nơi các chiến binh thiện chiến lên đường phiêu lưu, tọa lạc ở Celliwig, một địa điểm không xác định ở Cornwall.
Trong những bản thảo ban sơ của người Wales thì triều đình tại Celliwig là nổi bật nhất, các phiên bản khác nhau của bộ Welsh Triads đều nhận định rằng Arthur còn nhiều triều khác nữa, mỗi triều nằm tại một khu vực mà người Briton Celt sinh sống: Cornwall, Wales và Hen Ogledd (Bắc Cổ). Có khả năng điều này phản ánh tầm ảnh hưởng của truyền thống truyền miệng được lan truyền rộng rãi và ghi nhận qua nhiều địa danh, như đỉnh Arthur’s Seat (Ngai Của Arthur), ám chỉ Arthur là vị anh hùng được biết đến và gắn bó với nhiều địa điểm xuyên suốt các vùng Briton thuộc Anh và cả Brittany. Còn nhiều nơi khác được các văn phẩm sau này liệt kê là nơi Arthur thiết triều, trong đó Carlisle và Luân Đôn là nổi bật nhất.

## Địa điểm
Học giả nghiên cứu về Arthur Norris J. Lacy nhận xét, “Camelot không đặc biệt tọa lạc ở đâu và có thể nằm ở bất cứ đâu.” Miêu tả của Geoffrey về Caerleon có lẽ dựa trên những điều ông quen thuộc về nơi này và những di tích từ thời La Mã. Nhiều trước tác tiếng Pháp (Perlesvaus, Didot Perceval do Robert de Boron viết, kể cả những trước tác đầu tiên của của Chrétien như Erec và Enide và Yvain, the Knight of the Lion (Yvain, chàng kỵ sĩ sư tử)) đều viết Arthur thiết triều ở “Carduel xứ Wales,” một thành phố phương bắc dựa trên Carlisle thật. Có thể Malory nhận định Camelot là Winchester từ cảm hứng lịch sử của thành phố này: nó từng là thủ đô của Wessex dưới thời Alfred Đại đế và sở hữu chiếc Bàn Tròn Winchester, một tạo vật được chế tác vào thế kỷ 13 nhưng lại được thời đại của Malory cho là chiếc nguyên bản. Caxton bác bỏ nhận định này, tin rằng Camelot nằm ở Wales và di tích của nó vẫn còn tồn tại; rất có khả năng ông này nhắc đến những di tích thời La Mã tại Caerwent.

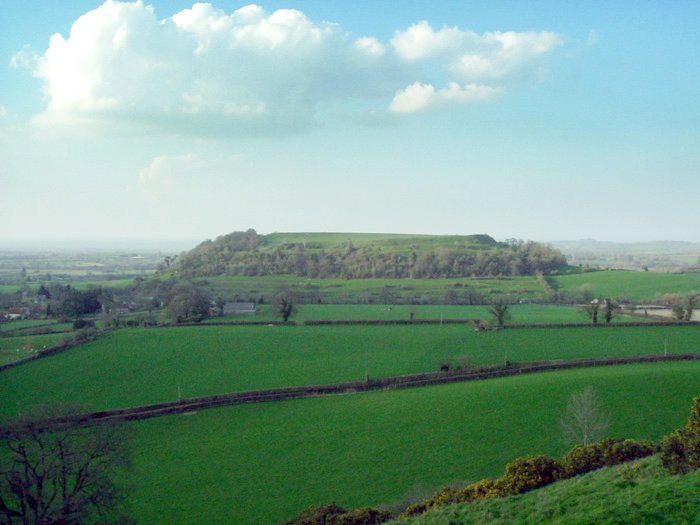
Vị trí Lâu đài Cadbury năm 2006

Năm 1542, John Leland viết: dân địa phương quanh Lâu đài Cadbury – trước đây là Camalet – ở Somerset cho rằng tòa lâu đài này chính là Camelot. Giả thuyết này về sau đã được các nhà sưu tầm đồ cổ nhắc lại và được củng cố – hay bắt nguồn – từ vị trí gần gũi của Cadbury với Sông Cam, làng Queen Camel và làng West Camel. Giả thuyết này trở nên phổ biến đến mức thôi thúc một cuộc khai quật quy mô lớn diễn ra vào thế kỷ 20. Cuộc khai quật kéo dài từ 1966–70 do nhà khảo cổ Leslie Alcock dẫn đầu này được đặt tên là “Cadbury–Camelot” và thu hút nhiều chú ý từ giới truyền thông. Cuộc khai quật khám phá ra di tích này đã được sử dụng từ thiên niên kỷ thứ 4 TCN, sau đó được một nhà cầm quyền người Briton cùng quân đội gia cố và chiếm đóng khoảng từ năm 470. Thuộc địa trung cổ này tiếp tục tồn tại đến khoảng năm 580. Tính đến thời điểm ấy, công trình này chính là pháo đài lớn nhất thời đại, gấp đôi các caer khác, chứa các cổ vật Địa Trung Hải cho thấy hoạt động buôn bán diễn ra rộng rãi và các cổ vật Saxon là dấu hiệu của một cuộc chinh phạt. Việc sử dụng cái tên Camelot và sự ủng hộ của Geoffrey Ashe giúp các khám phá tạo được tiếng vang, nhưng chính Alcock lại cảm thấy xấu hổ trước giả định về mối liên hệ giữa Arthur và vùng đất này. Ông ủng hộ lập luận của David Dumville, rằng những bằng chứng lịch sử từ nơi này còn nhiều thiếu sót và không có cơ sở vững chắc để chứng minh nó chính là Camelot. Các nhà khảo cổ đương đại đồng tình bằng cách bác bỏ tên Camelot và gọi nó là Lâu đài Cadbury. Dù vậy, Cadbury vẫn được nhiều người gắn liền với Camelot.
Địa danh Camulodunum tại Essex từ thời Anh thuộc La Mã được bắt nguồn từ một vị thần Celt tên Camulus. Tuy nhiên, nó lại tọa lạc sâu bên trong vùng lãnh thổ bị người Saxon chiếm đóng từ đầu thế kỷ thứ 5, nên khó có khả năng đây là vị trí thật của Camelot. Thành phố này đã được biết đến dưới cái tên Colchester vào năm 917, kể từ khi có Biên niên sử Anglo-Saxon. Ngay Bảo tàng Colchester cũng mạnh mẽ tranh luận về Arthur trong lịch sử: “Việc liên kết ông ấy tới khu vực Colchester hay tới Essex nói chung là điều không có khả năng và không thể tưởng tượng,” chỉ ra rằng phải đến thế kỷ 18 thì mối liên hệ giữa cái tên Camulodunum và Colchester mới được biết đến. Giáo sư Peter Fields cho rằng một Camulodunum khác – một pháo đài cũ của La Mã – có thể là nơi tọa lạc của Camelot, và “Slack, nằm ở ngoại ô thành phố Huddersfield, Tây Yorkshire,” chính là nơi Arthur tổ chức thiết triều. Ngoài cái tên tương đồng, nơi này còn là vị trí chiến lược quan trọng: nó chỉ cách điểm cực Tây Nam của Hen Ogledd vài dặm đường (đồng thời gần Bắc Wales) và là nơi trọng yếu giúp các vương quốc Celt ngăn chặn những đợt tấn công từ người Angle và các tộc người khác. Những vùng khác của Anh có tên liên quan đến “Camel” cũng được đưa ra xem xét như Camelford tại Cornwall, tọa lạc bên Sông Camel, nơi Geoffrey lấy bối cảnh cho Camlann, trận chiến cuối cùng của Arthur. Mối liên hệ của nơi này với Camelot và Camlann chỉ là suy đoán. Phía bắc Camelon và mối tương quan của nó với O’on Của Arthur cũng được nhắc đến, nhưng Camelon có thể là một từ mới thuộc khảo cổ học được đặt ra sau thế kỷ 15, còn tên trước đó của nó là Carmore hoặc Carmure.

## Ảnh hưởng về sau
Camelot đã trở thành một công trình vĩnh cửu trong các minh giải về truyền thuyết vua Arthur. Biểu tượng Camelot đã gây ấn tượng mạnh cho Alfred, Nam tước Tennyson, thúc đẩy ông khởi thảo một bản viết sơ lược về tòa lâu đài và cũng là một trong những công trình đầu tiên của ông về truyền thuyết này.
Các truyện đương đại nhìn chung vẫn duy trì một Camelot thiếu vị trí chính xác và là biểu tượng của thế giới Arthur, tuy vậy, chúng thường biến tòa lâu đài thành hình tượng một cung điện Trung kỳ Trung cổ xa hoa và lãng mạn. Một số nhà văn theo khuynh hướng “hiện thực” khi viết về tiểu thuyết Arthur hiện đại đã thử miêu tả Camelot cách hợp lý hơn. Lấy cảm hứng từ cuộc khai quật Cadbury-Camelot của Alcock, những tác gia như Marion Zimmer Bradley và Mary Steward chọn đây làm bối cảnh và miêu tả Camelot theo đúng như nơi này.
Tên Camelot xuất hiện trong tiêu đề vở nhạc kịch Camelot; vở kịch này lại được chuyển thể thành bộ phim cùng tên, trong đó Camelot được quay tại Lâu đài Coca, Segovia. Một bộ phim truyền hình về Arthur là Camelot, trò chơi điện tử Camelot và bộ truyện tranh Camelot 3000 cũng được đặt theo tên tòa lâu đài. Bộ phim truyền hình Kaamelott khắc họa một phiên bản hài hước của truyền thuyết về Arthur. Công viên Giải trí Camelot là một công viên và khu nghỉ dưỡng tọa lạc ở hạt Lancashire, nay đã đóng cửa.
Tại Mỹ, Camelot ám chỉ nhiệm kỳ tổng thống của John F. Kennedy. Trong cuộc phỏng vấn với tạp chí Life năm 1963, vợ ông là Jacqueline nhắc lại một câu trong vở nhạc kịch của Lerner và Loewe để miêu tả Nhà Trắng dưới quyền Kennedy: “Chớ đừng lãng quên, xưa kia có một nơi, trong khoảnh khắc chói ngời ngắn ngủi, được gọi tên là Camelot.” Bà cho biết đây là một trong những câu hát yêu thích của Kennedy và cho biết thêm, “sau này sẽ có nhiều Tổng thống vĩ đại nữa, nhưng Camelot thì sẽ chẳng bao giờ có cái thứ hai. […] Nó sẽ không bao giờ được như thế nữa.”